# Rio Itanhém
O rio Itanhém, também chamado de rio Alcobaça, é um rio que corta os municípios baianos de Alcobaça e Itanhém, desaguando na Praia da Barra do Itanhém, em Alcobaça. O rio nasce no distrito Monte Castelo, município de Fronteira dos Vales, estado de Minas Gerais e corre de oeste para leste até a foz em Alcobaça na Bahia, onde deságua no Oceano Atlântico. Seu principal afluentes é o rio Itanhetinga, que fica na margem esquerda.
Os peixes mais frequentes de se encontrar no rio Itanhém são: cordata, traíra, piau, bagre e cascudo. Mas existem também alguns crustáceos como o pitu e o camarão.
Seus principais afluentes são:
| Rios                | Extensão |
| Rio das Umburanas   | 55 km    |
| Rio Agua Fria       | 56 km    |
| Córrego da Bandeira | 48 km    |
| Rio Itanhentinga    | 80 km    |